# Burgund
Das Burgund (französisch la Bourgogne) ist eine Landschaft im Zentrum Frankreichs. Von 1956 bis 2015 war es eine eigenständige Region, bestehend aus den Départements Côte-d’Or, Nièvre, Saône-et-Loire und Yonne, mit einer Gesamtfläche von 31.582 km² und 1.622.908 Einwohnern (Stand 1. Januar 2022). Die Hauptstadt war Dijon. Die Region Burgund wurde mit der Region Franche-Comté zu Bourgogne-Franche-Comté zusammengelegt.

## Geographie
Im Osten grenzt Burgund an die Region Franche-Comté, im Norden an Champagne-Ardenne und Île-de-France. Westlich liegt die Region Centre-Val de Loire, während im Süden die Regionen Auvergne und Rhône-Alpes angrenzen. Burgund hat mit dem Morvan, einem Ausläufer des Zentralmassivs, Anteil an den alten Kristallingebieten. Ansonsten bilden mesozoische Sedimente (zumeist aus dem Jura) den Gesteinsuntergrund. An der Ostflanke leiten Bruchstufen zur Saône-Furche über. Die Burgundische Pforte als Bezeichnung der naturräumlichen Senke zwischen Vogesen und Jura grenzt nicht an die heutige Region Burgund, sondern an die Freigrafschaft und bezieht sich damit auf die historisch unterschiedlichen Räumen zugewiesene Bezeichnung.

## Geschichte

Physische Karte Burgunds

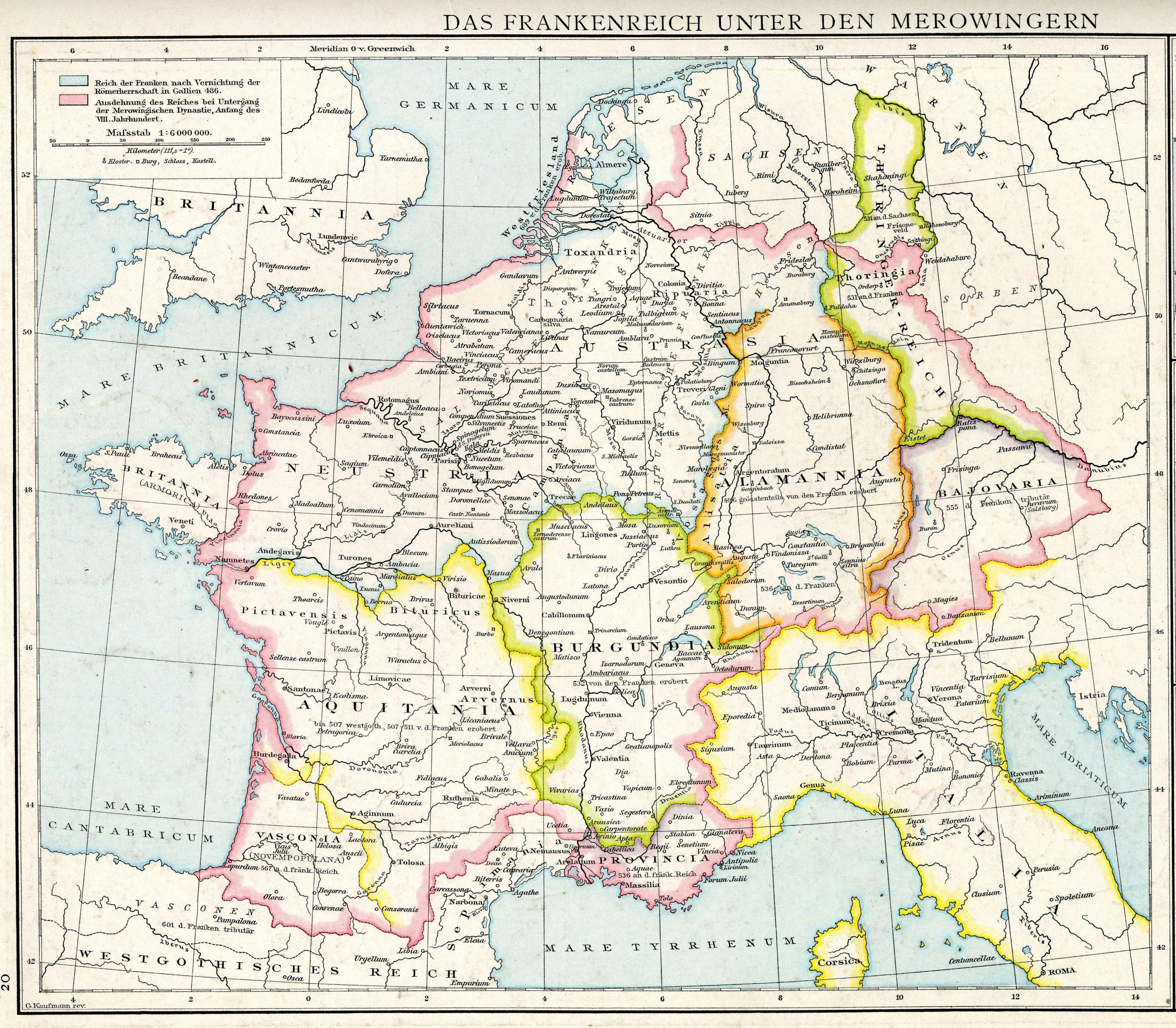
Burgundia als Teil des Fränkischen Reiches zur Zeit der Merowinger

Die Geschichte der heutigen französischen Region Burgund ist von der komplexen Entwicklung der unterschiedlichen Gebiete zu unterscheiden, deren Name seit der Zeit der Völkerwanderung zu bestimmten Zeiten mit dem Namen des ostgermanischen Stammes der Burgunder verbunden worden ist; die heutige Region ist als geographisch-kulturell gewachsene Einheit mit Kerngebiet in der Saônesenke, die weitgehend dem vom 10. Jahrhundert bis zur Französischen Revolution bestehenden Herzogtum Burgund entspricht, die einzige geographische Großeinheit, die sich auf diese Tradition heute noch namentlich bezieht. Das Folgende bezieht sich weitestgehend auf dieses Gebiet, doch war die Abgrenzung der historischen Region über 1500 Jahre so beweglich wie die kaum einer anderen europäischen Region.

### Frühgeschichte
Die heutige Region war schon in der Altsteinzeit von Menschen besiedelt. Funde am Felsen von Solutré weisen schon für die Zeit um 15000 v. Chr. eine dichte Besiedelung nach. Aber bereits zur Zeit des Neandertalers und der ersten modernen Menschen von vor etwa 40.000 Jahren lassen sich vermehrt Fundstellen nachweisen, beispielsweise die Grottes-de-la-Verpillière I und II nahe Germolles, Mellecey.
Vom 6. Jahrhundert v. Chr. bis zur Ankunft der Römer ist die keltische Kultur der Gallier vorherrschend, vor allem vertreten durch die Haeduer und die Mandubier, die in Caesars De bello Gallico Erwähnung finden. Bedeutende Ansiedlungen der Stämme waren Bibracte in der Nähe des heutigen Autun und Alesia nahe Dijon.

### Römerzeit
Um 59 v. Chr. besiegten die Römer unter Caesar die Helvetier und andere gallische Stämme bei Bibracte (heute Saint-Léger-sous-Beuvray), auf dem Mont Beuvray, zwischen Autun und Le Creusot. Im Jahr 52 v. Chr. schlugen die Römer, wiederum unter Caesar, bei Alesia, dem heutigen Alise-Sainte-Reine, den gallischen Aufstand unter Vercingetorix nieder. Es folgte die Eingliederung Galliens in das Römische Reich und die langsame sprachliche und kulturelle Romanisierung seiner Einwohner. Um 43 v. Chr. wurde Augustodunum (Autun) gegründet. Um 280 n. Chr. begann der Weinbau in der Region. Nach der Schlacht auf den Katalaunischen Feldern im Jahr 451 ließen sich die Burgunder – von Norden her kommend – mit Duldung der Römer in der Region nieder. Der Hauptort des Burgundischen Reichs war allerdings zunächst Genava (Genf).

### Teil des Frankenreichs
Seit dem Jahr 534 bezeichnete der Name Burgundia ein fränkisches Teilreich (Königreich Burgund), das 843 im Vertrag von Verdun bei der Aufteilung des Fränkischen Reichs in eine östliche und eine westliche Hälfte zerschnitten wurde: Im Osten (zum großen Teil um den Genfer See herum) entstand das neue Königreich Burgund (Hochburgund), im Westen ein französisches Lehnsherzogtum, das der Ausgangspunkt für die heutige Region ist. Ortsnamen auf -inge, -inges, -ange, -anges in Gebieten im Norden des Jura, in der Gegend von Audeux und im Süden des heutigen Département Côte-d’Or verweisen noch heute auf die frühere germanische Bevölkerung.

### Herzogtum und Provinz
Das Herzogtum Burgund wurde in den Jahren von 1032 bis 1361 von einer Seitenlinie des französischen Königshauses, den Kapetingern, regiert (Älteres Haus Burgund). Es ging im Jahr 1363 an Philipp II. den Kühnen über, der das Haus Burgund als Seitenlinie des französischen Königshauses der Valois begründete. Dieses Haus Burgund setzte auf eine umfangreiche territoriale Ausdehnung, die zur Bildung eines Zwischenreichs zwischen Frankreich und dem Heiligen Römischen Reich führte, dessen südlicher Teil das alte Herzogtum Burgund sowie zeitweise die Freigrafschaft und dessen nördlicher Teil die Niederlande waren. Nach dem Tod des letzten männlichen Herzogs aus dem Haus Valois, Karls des Kühnen, in den Burgunderkriegen (1477) wurde dieser Herrschaftskomplex aufgeteilt. Das Haus Habsburg sicherte durch die Heirat Maximilians mit der Erbtochter Karls des Kühnen, Maria von Burgund, die (wirtschaftlich) bedeutendsten Teile des Reiches, namentlich Flandern und die Freigrafschaft. Das Herzogtum selbst hingegen, also der westliche Teil des burgundischen Kerngebiets, wurde von der französischen Krone als Mannlehen wieder eingezogen, da die Herzogswürde an die Tochter Karls des Kühnen Maria von Burgund gefallen war. Das Herzogtum wurde während des gesamten Ancien Régime nicht wieder verliehen, sondern gehörte zur Eigenherrschaft der französischen Krone. Es wurde jedoch nicht Teil der Domaine royal, sondern blieb als Provinz mit eigenem Parlement selbstverwaltet.

### Auflösung nach der Französischen Revolution (1790)
Das Herzogtum wurde nach der Französischen Revolution im Jahr 1790 im Zuge der Einteilung des Staates in Départements aufgelöst; mit ihm verschwand die Bezeichnung Burgund für eine politisch-administrative Einheit.

### Igamie Dijon (1948–1964)

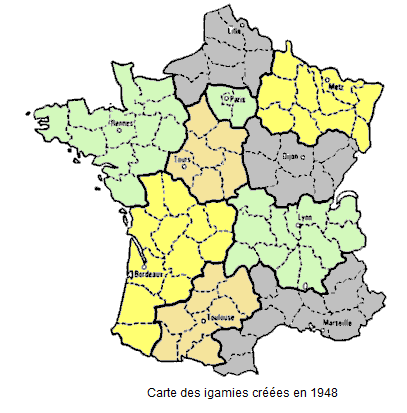
Karte der 1948 eingerichteten Igamien mit Dijon (stahlblau) im zentralen Osten

Nach dem Zweiten Weltkrieg wurden am 21. März 1948 jeweils einige Départements Frankreichs unter die Aufsicht jeweils eines Sondergesandten der Zentralregierung (Inspecteur général de l’administration en mission extraordinaire) (Akronym: IGAME) zu größeren territorialen Verbünden, den sogenannten Igamien, zusammengefasst. Darunter war die Igamie Dijon, die die acht Départements umfasste, die später zu den französischen Regionen Bourgogne und Franche-Comté wurden, also erstmals seit dem Frühmittelalter die administrative Trennung zwischen den westlichen und östlichen Kerngebieten Burgunds aufhob. Die Igamie bestand bis 1964.

### Französische Region (1956–2015)
Bei der Einteilung Frankreichs in Programmregionen im Jahre 1956 wurde aus vier Départements die Region Burgund (Bourgogne) in ihren heutigen Grenzen gebildet. 1972 erhielt die Region den Status eines Établissements public unter Leitung eines Regionalpräfekten. Durch die Dezentralisierungsgesetze von 1982 erhielt auch die Region Burgund den Status einer Collectivité territoriale (Gebietskörperschaft), wie ihn bis dahin nur die Gemeinden und die Départements besessen hatten. 1986 wurde der Regionalrat der Region Burgund erstmals in Direktwahl gewählt. Seitdem wurden die Befugnisse der Region gegenüber der Zentralregierung in Paris schrittweise erweitert. Zum 1. Januar 2016 fusionierte die Region Burgund mit der benachbarten Region Franche-Comté zur Region Bourgogne-Franche-Comté.
Mit dem deutschen Land Rheinland-Pfalz verbindet die Region seit 1962 eine Regionalpartnerschaft, die mit dem CRB Haus Burgund in Mainz institutionalisiert wurde. Der Ministerpräsident Kurt Beck wurde 2012 zum 50. Jahrestag der Partnerschaft zum Ehrenbürger Burgunds erklärt.

## Wappen
Beschreibung: Das Wappen ist geviertelt; Feld 1 und 4 bestreut mit goldenen Lilien auf Blau und eine rot-weiße Zwölfer-Stückelung im Bord (Neuburgund), und die anderen Felder (2,3) und drei blaue Schrägbalken in Gold, mit rotem Bord (Altburgund). Das Wappen geht auf die beiden burgundischen Häuser, das ältere und das jüngere, zurück.

## Städte
Die bevölkerungsreichsten Städte der Region Burgund sind:
| Stadt              | Einwohner (Jahr) | Département    |
| ------------------ | ---------------- | -------------- |
| Dijon              | 159.941 (2022)   | Côte-d’Or      |
| Chalon-sur-Saône   | 044.592 (2022)   | Saône-et-Loire |
| Nevers             | 033.172 (2022)   | Nièvre         |
| Auxerre            | 035.236 (2022)   | Yonne          |
| Mâcon              | 034.759 (2022)   | Saône-et-Loire |
| Sens               | 027.275 (2022)   | Yonne          |
| Le Creusot         | 020.536 (2022)   | Saône-et-Loire |
| Beaune             | 020.233 (2022)   | Côte-d’Or      |
| Montceau-les-Mines | 016.946 (2022)   | Saône-et-Loire |
| Autun              | 013.144 (2022)   | Saône-et-Loire |

## Politische Gliederung
Die Region Bourgogne wird seit 1986 von einem Präsidenten des Regionalrates verwaltet und untergliedert sich in vier Départements:
| Département    | Präfektur | ISO 3166-2 | Arrondissements | Kantone | Gemeinden | Einwohner (Jahr) | Fläche (km²) | Dichte (Einw./km²) |
| -------------- | --------- | ---------- | --------------- | ------- | --------- | ---------------- | ------------ | ------------------ |
| Côte-d’Or      | Dijon     | FR-21      | 3               | 43      | 706       | 537.577 (2022)   | 8.763        | 61,3               |
| Nièvre         | Nevers    | FR-58      | 4               | 32      | 312       | 202.299 (2022)   | 6.817        | 29,7               |
| Saône-et-Loire | Mâcon     | FR-71      | 5               | 57      | 573       | 549.136 (2022)   | 8.575        | 64                 |
| Yonne          | Auxerre   | FR-89      | 3               | 42      | 455       | 333.896 (2022)   | 7.427        | 45                 |

## Wirtschaft und Infrastruktur

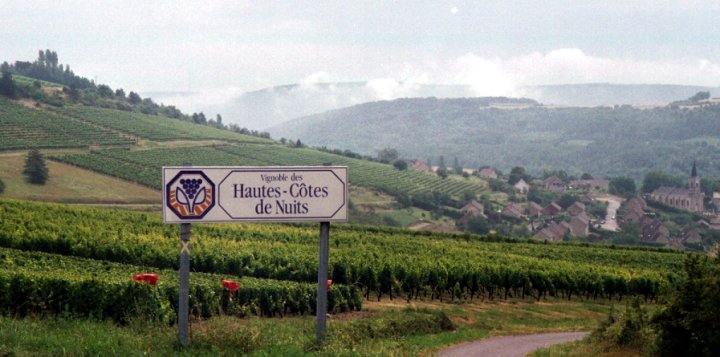
Weinberge Haute Côte de Nuits

Burgund ist eine landwirtschaftlich geprägte Region, die vor allem für ihre Rotweine aus den Weinregionen Côte de Nuits und Côte de Beaune sowie für ihre Weißweine aus der Côte de Beaune, dem Mâconnais und dem Chablis weltbekannt ist (siehe Burgunder (Wein)). Außerdem wird in Burgund Viehzucht betrieben; typisch für die Region sind Charolais-Rinder und Bressehühner. In Südburgund, an der Grenze zur Auvergne, finden sich noch einige alte Ölmühlen für Nuss- und Pflanzenöle, darunter die älteste, historische Ölmühle Jean Leblanc, die noch heute in Betrieb ist.

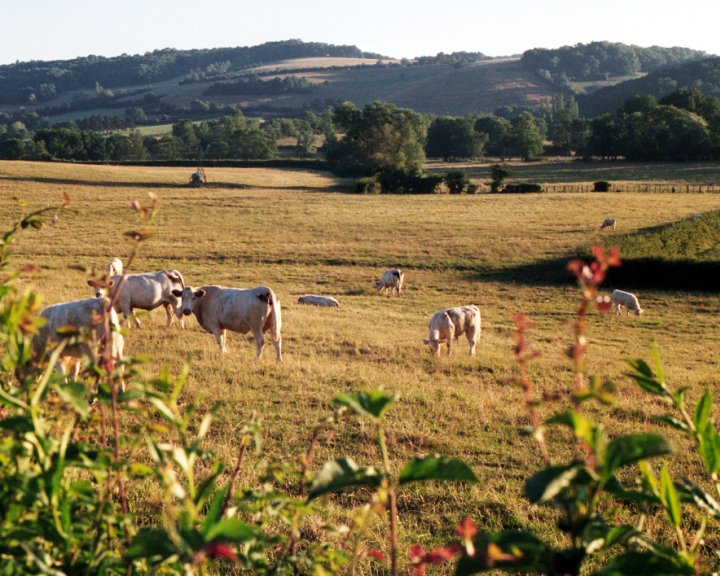
Landschaftsbild mit Charolais-Kühen

Die Industrie Burgunds ist trotz seiner günstigen Lage nur schwach entwickelt und konzentriert sich vor allem im Gebiet um Dijon. Die im 19. Jahrhundert blühende Metallindustrie um Le Creusot ist bedeutungslos geworden. Heute finden sich viele mittlere Betriebe der Kunststoffverarbeitung im Gebiet um Dijon aufgrund der Nähe zu einem großen Chemiewerk in Tavaux, welches selbst zur Region Franche-Comté gehört. In Chalon-sur-Saône findet sich Elektroindustrie und ein beachtlicher Schiffbau, unter anderem für Unterseeboote. Die Schiffe werden über die Saône und die Rhône zum Mittelmeer gebracht.
Im Vergleich mit dem BIP der Europäischen Union, ausgedrückt in Kaufkraftstandards, erreichte die Region 2006 einen Index von 94,8 (EU-27 = 100).
Die Hauptverkehrsrouten für den überregionalen Straßenverkehr sind die Autobahnen A6 Paris-Burgund-Provence, A31 Metz-Nancy-Burgund-Lyon und A36 Mülhausen-Burgund-Lyon, die wichtigsten überregionalen Bahnstrecken sind die LGV Sud-Est (Paris–Le Creusot–Mâcon–Lyon) und die LGV Rhin-Rhône (Dijon–Besançon–Belfort–Mülhausen). Es gibt über 1000 km schiffbare Wasserwege.

## Kulturdenkmäler

Romanische Kirche in Ameugny bei Taizé (Saône-et-Loire)

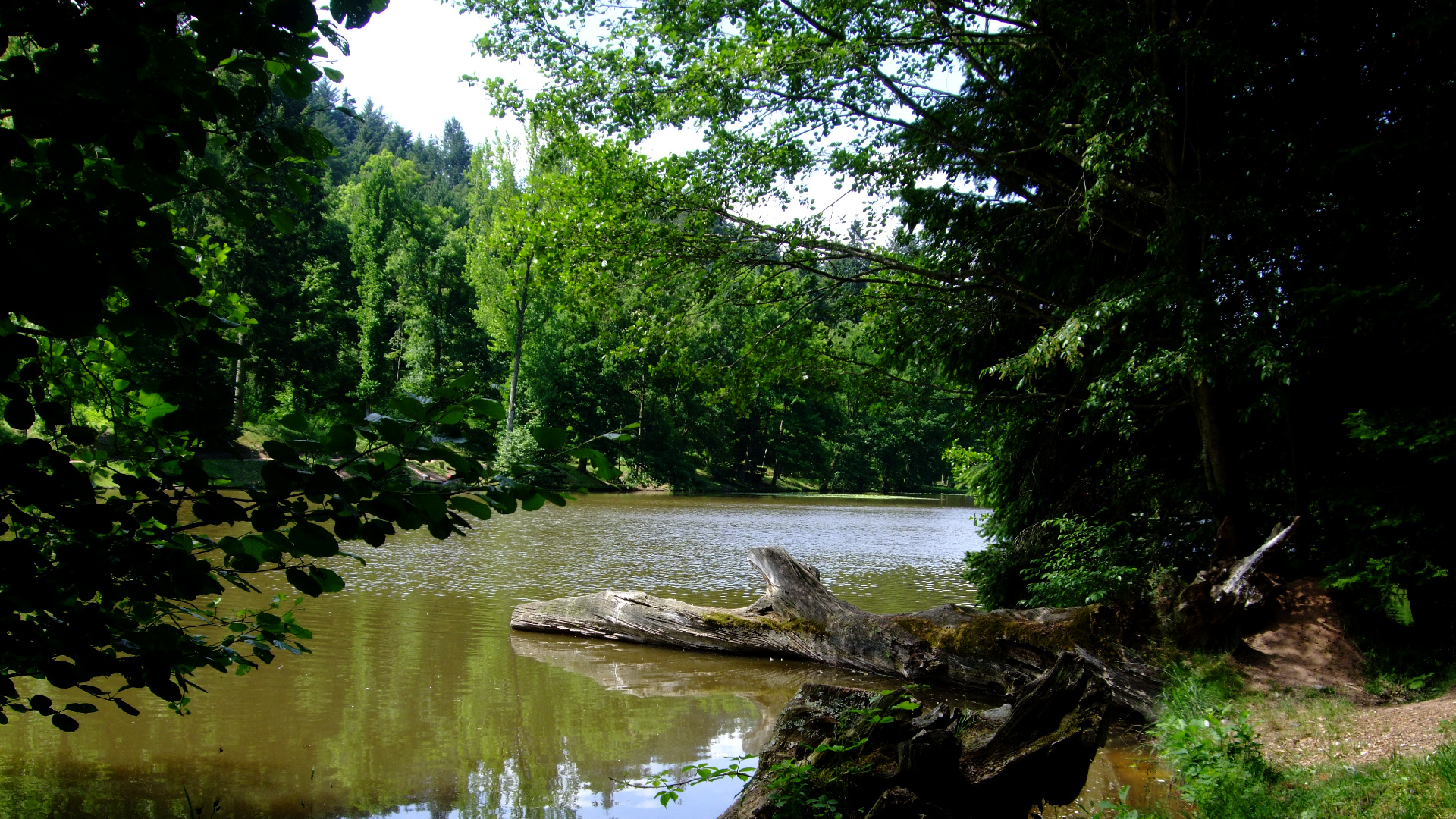
Arboretum de Pézanin

Neben zahlreichen Sakralbauten befinden sich in Burgund viele Schlösser und Burgen, die im eher ländlich geprägten Herzen Frankreichs weit verstreut liegen.
Zu den bedeutenden Kirchen und Klöstern zählen:
- Ancienne Abbaye Les Ursulines, Autun, Département Saône-et-Loire
- Abtei Saint-Fortunat, Charlieu, heute Region Rhône-Alpes
- Kloster Cîteaux, Département Côte-d’Or
- Abtei Cluny, Département Saône-et-Loire
- Abtei Fontenay, 60 km nordwestlich von Dijon
- Kloster Pontigny, etwa 21 km nordöstlich von Auxerre, 15 km nördlich von Chablis, Département Yonne
- Ste-Marie-Madeleine (Vézelay), Département Yonne

Die genaue Anzahl der Schlösser, Burgen und Festungen ist schwer zu ermitteln; die Angaben dazu schwanken zwischen 400 und 700. Besonders bekannte Schlösser und Burgen sind:
- Château d’Ancy-le-Franc
- Ruine der Burg in Brancion
- Schloss Bussy-Rabutin
- Burg Châteauneuf-en-Auxois
- Schloss Commarin
- Schloss Cormatin
- Herzogspalast von Dijon
- Herzogspalast von Nevers
- Schloss Sully
- Schloss Tanlay

Zu den Sehenswürdigkeiten gehören auch:
- Arboretum de Pézanin und Galerie européenne de la forêt et du bois (Europäische Wald- und Forstgalerie), Dompierre-les-Ormes, Département Saône-et-Loire
- Die Weinanbaugebiete des Burgund stehen seit 2015 unter dem Schutz des Weltkulturerbes der UNESCO.

## Rezeption
Burgund wird mit zahlreichen, teils historisch inspirierten Figuren im Nibelungenlied erwähnt. Dort ist jedoch nicht die hier beschriebene Landschaft Burgund gemeint, sondern die Burgunden.